# Clube Zip
O Clube Zip é um programa infantil transmitido pela RTP 1 entre 13 de outubro de 2001 e 20 de janeiro de 2002, onde se faziam atividades e as suas apresentadoras cantavam alguns temas do programa.

## Formato
A alegria e a animação serão as componentes deste programa com formato infantil, que inclui passatempos, jogos, música e pequenos concursos.
O "Zipão" é o boneco do programa.
Ele é um cão, um pouco trapalhão, que sempre se esquece de algo, mas tem grande curiosidade por tudo...

## Apresentadores

### Zips
- Miriam Ferreira
- Sofia Rolo
- Liliana Gouveia
- Liliana Lopes
- Joana
- Luisa Alves
- Tânia Guerreiro
- Cátia Pimenta
- Rute Fernandes
- Diana Teixeira
- Ana Rita
- Joana Oliveira
- Alexandra
- Sandra
- Telma
- Iris
- Isabella
- Sara
- Vanessa
- Andreia
- Daniela

### Repórteres
- João Pedro Flores Roxo Martins (J.P.)
- Cátia Alexandra Pereira (Xana)